# Marabut jawajski
Marabut jawajski (Leptoptilos javanicus) – gatunek dużego ptaka z rodziny bocianów (Ciconiidae). Występuje w południowej i południowo-wschodniej Azji. Bliski zagrożenia wyginięciem.

## Taksonomia
Gatunek po raz pierwszy zgodnie z zasadami nazewnictwa binominalnego opisał w 1821 roku amerykański przyrodnik Thomas Horsfield, nadając mu nazwę Ciconia Javanica. Holotyp pochodził z Jawy.
Gatunek monotypowy.

### Etymologia
- Leptoptilos: gr. λεπτος leptos „delikatny”; πτιλον ptilon „pióro”[7].
- javanicus: Jawa, Indonezja[8].

## Zasięg występowania
Marabut jawajski występuje w Nepalu, Indiach i Sri Lance do południowej Chińskiej Republiki Ludowej (gdzie prawdopodobnie jest wymarły), w Indochinach, na Wielkich Wyspach Sundajskich i Bali.

## Morfologia

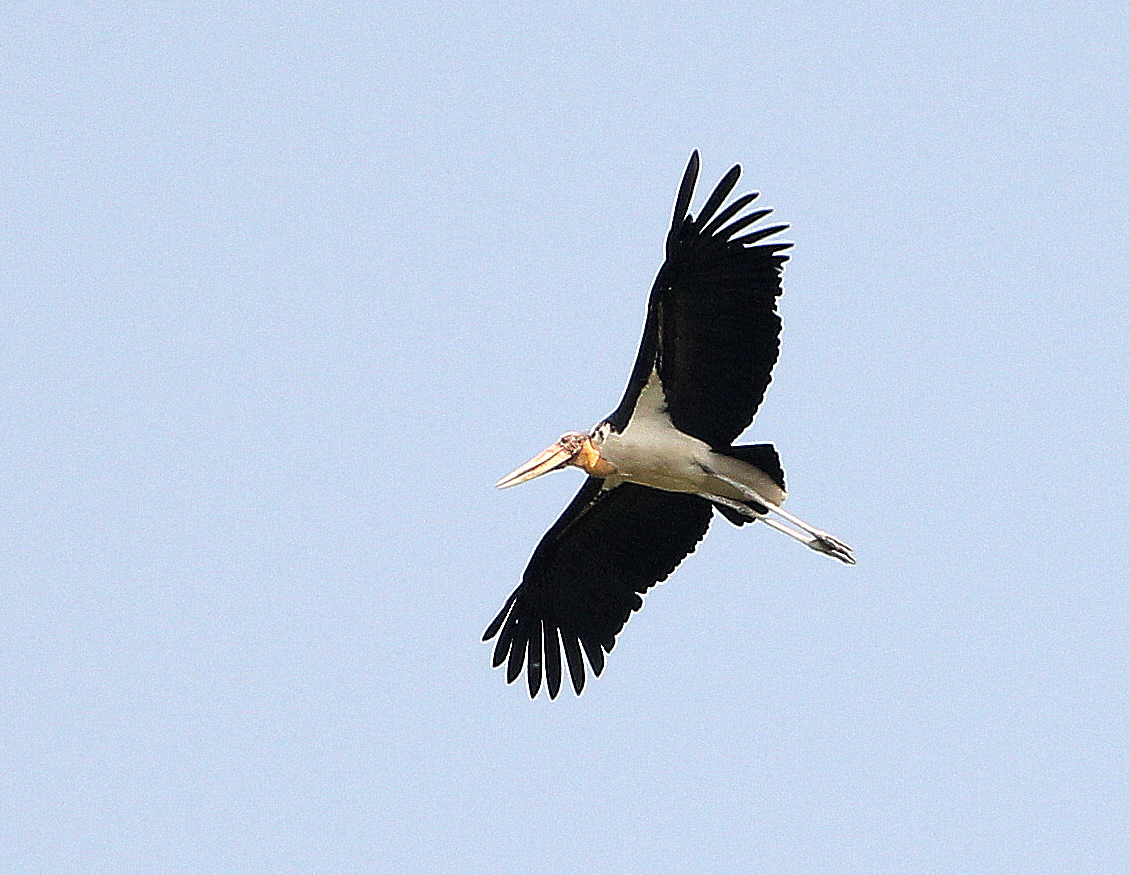
Marabut jawajski w locie

Długość ciała 110–120 cm, rozpiętość skrzydeł 2,1 m; masa ciała 4000–5230 g. Jego grzbiet jest czarny, a brzuch biały. Głowę ma podobną do sępa, z długim i grubym dziobem. U ptaków dorosłych twarz jest czerwonawa, a szyja żółta, osobniki młodociane mają brązowawą głowę i białą szyję.

## Ekologia
Zamieszkuje różnego rodzaju tereny podmokłe naturalne lub zmodyfikowane przez człowieka, zarówno otwarte, jak i zalesione. Populacje na wybrzeżach często spotykane w namorzynach lub na równiach pływowych.
W skład pożywienia tego zwierzęcia wchodzą jaszczurki, gryzonie, żaby, owady, ryby, skorupiaki i padlina.
Gniazduje kolonijnie na dużych drzewach; historycznie odnotowywano też gniazda na klifach. Gniazdo to duża konstrukcja z gałązek, szeroka na około 1,5 m i o głębokości około 1,2 m. W zniesieniu 2–4 jaja, najczęściej 3. 

## Status zagrożenia
Międzynarodowa Unia Ochrony Przyrody (IUCN) od 2023 roku klasyfikuje marabuta jawajskiego jako gatunek bliski zagrożenia (Near Threatened – NT). Wcześniej, od 1994 roku był uznawany jako gatunek narażony na wyginięcie (Vulnerable – VU). Trend liczebności populacji jest spadkowy i szacuje się ją na 5000–15 000 dorosłych osobników.